# Équipe du Danemark de Fed Cup
L'équipe du Danemark de Fed Cup est l’équipe qui représente le Danemark lors de la compétition de tennis féminin par équipe nationale appelée Fed Cup (ou « Coupe de la Fédération » entre 1963 et 1994).
Elle est constituée d'une sélection des meilleures joueuses de tennis danoises du moment sous l’égide de la Fédération danoise de tennis.

## Résultats par année

### 1963 - 1969
- 1963 (4 tours, 16 équipes) : le Danemark s'incline au 1er tour contre la Hongrie.
- 1964 (5 tours, 20 équipes) : après un « bye » au 1er tour, le Danemark s'incline au 2e tour contre l’Australie.
- 1965 - 1966 : le Danemark ne participe pas à ces éditions.
- 1967 (5 tours, 17 équipes) : après un « bye » au 1er tour, le Danemark s'incline au 2e tour contre l’Allemagne de l'Ouest.
- 1968 - 1969 : le Danemark ne participe pas à ces éditions.

### 1970 - 1979
- 1970 - 1971 : le Danemark ne participe pas à ces éditions.
- 1972 (5 tours, 31 équipes) : le Danemark s'incline au 1er tour contre l’Irlande.
- 1973 (5 tours, 30 équipes) : après une victoire au 1er tour contre la Yougoslavie, le Danemark s'incline au 2e tour contre les Pays-Bas.
- 1974 (5 tours, 29 équipes) : le Danemark s'incline au 1er tour contre la Suède.
- 1975 (5 tours, 31 équipes) : le Danemark s'incline au 1er tour contre l’Allemagne de l'Ouest.
- 1976 (5 tours, 32 équipes) : après une victoire au 1er tour contre l’Espagne et l’Uruguay au 2e tour, le Danemark s'incline en 1/4 de finale contre les Pays-Bas.
- 1977 (5 tours, 32 équipes) : le Danemark s'incline au 1er tour contre la Grande-Bretagne.
- 1978 (5 tours, 32 équipes) : le Danemark s'incline au 1er tour contre l’Argentine.
- 1979 (5 tours, 32 équipes) : le Danemark s'incline au 1er tour contre la Suisse.

### 1980 - 1989
- 1980 (5 tours, 32 équipes) : le Danemark s'incline au 1er tour contre la Suisse.
- 1981 (5 tours, 32 équipes) : le Danemark s'incline au 1er tour contre l’URSS.
- 1982 (5 tours, 32 équipes) : le Danemark s'incline au 1er tour contre les Pays-Bas.
- 1983 (qualifications + 5 tours, 39 équipes) : après une victoire en qualifications contre le Luxembourg, le Danemark s'incline au 1er tour contre le Japon.
- 1984 (qualifications + 5 tours, 36 équipes) : après une victoire au 1er tour contre le Chili, le Danemark s'incline au 2e tour contre la France.
- 1985 (qualifications + 5 tours, 38 équipes) : le Danemark s'incline au 1er tour contre l’Australie.
- 1986 (qualifications + 5 tours, 42 équipes) : après une victoire au 1er tour contre la Grande-Bretagne, le Danemark s'incline au 2e tour contre l’Australie.
- 1987 (qualifications + 5 tours, 42 équipes) : après une victoire en qualifications contre le Luxembourg, le Danemark s'incline au 1er tour contre l’Australie.
- 1988 (qualifications + 5 tours, 36 équipes) : après une victoire au 1er tour contre le Luxembourg et l’Argentine au 2e tour, le Danemark s'incline en 1/4 de finale contre la Tchécoslovaquie.
- 1989 (qualifications + 5 tours, 40 équipes) : après une victoire au 1er tour contre la Pologne, le Danemark s'incline au 2e tour contre les États-Unis.

### 1990 - 1999
- 1990 (qualifications + 5 tours, 44 équipes) : après une victoire en qualifications contre la Norvège, le Danemark s'incline au 1er tour contre  Israël.
- 1991 (qualifications + 5 tours + barrages, 56 équipes) : après une victoire au 1er tour des qualifications contre le Sri Lanka et le Mexique au 2e tour des qualifications, le Danemark s'incline au 1er tour du groupe mondial contre le Canada.  En play-offs, le Danemark l'emporte contre la Grèce.

- 1992 (5 tours + barrages, 32 équipes) : après une victoire au 1er tour contre le Chili, le Danemark s'incline au 2e tour contre les États-Unis.
- 1993 (5 tours + barrages, 32 équipes) : après une victoire au 1er tour contre l’Autriche, le Danemark s'incline au 2e tour contre l’Australie.
- 1994 (5 tours, 32 équipes) : le Danemark s'incline au 1er tour contre l’Italie.

La compétition change de format à compter de 1995 : la Coupe de la Fédération devient Fed Cup.
- 1995 - 1996 - 1997 - 1998 - 1999 : le Danemark concourt dans les compétitions par zones géographiques.

### 2000 - 2009
- 2000 - 2001 - 2002 - 2003 - 2004 - 2005 - 2006 - 2007 - 2008 - 2009 : le Danemark concourt dans les compétitions par zones géographiques.

### 2010 - 2015
- 2010 - 2011 - 2012 - 2013 - 2014 - 2015 : le Danemark concourt dans les compétitions par zones géographiques.

## Bilan de l'équipe
Résultats des confrontations entre le Danemark et ses adversaires les plus fréquents (3 rencontres minimum dans les groupes mondiaux).
| # | Adversaires | Rencontres | Victoires | Défaites | % victoires |
| - | ----------- | ---------- | --------- | -------- | ----------- |
| 1 | Australie   | 5          | 0         | 5        | 0 %         |
| 2 | Luxembourg  | 3          | 3         | 0        | 100 %       |
| 3 | Pays-Bas    | 3          | 0         | 3        | 0 %         |

## Bilan des joueuses les plus sélectionnées
Ce bilan est calculé sur la base des rencontres officielles des groupes mondiaux et barrages I et II. Les rencontres des tableaux dits de « consolation » et celles par « zones géographiques » ne sont pas prises en compte. Les joueuses comptant moins de 5 sélections ne sont pas reprises dans le tableau.
| # | Joueuses                | De   | à    | Sélections | Matchs | Victoires | Défaites | % victoires |
| - | ----------------------- | ---- | ---- | ---------- | ------ | --------- | -------- | ----------- |
| 1 | Anne Moller             | 1983 | 1986 | 7          | 9      | 3         | 6        | 33 %        |
| 2 | Anne-Mette Sorensen     | 1972 | 1982 | 12         | 19     | 7         | 12       | 37 %        |
| 3 | Dorte Ekner             | 1973 | 1982 | 7          | 12     | 2         | 10       | 17 %        |
| 4 | Helle Sparre-Viragh     | 1974 | 1978 | 7          | 11     | 4         | 7        | 36 %        |
| 5 | Henriette Kjaer-Nielsen | 1988 | 1992 | 7          | 7      | 4         | 3        | 57 %        |
| 6 | Karin Ptaszek           | 1988 | 1994 | 14         | 22     | 12        | 10       | 55 %        |
| 7 | Sofie Albinus           | 1990 | 1994 | 11         | 16     | 8         | 8        | 50 %        |
| 8 | Tine Scheuer-Larsen     | 1981 | 1994 | 20         | 36     | 20        | 16       | 56 %        |